# Chuỗi điều hòa
Trong toán học, chuỗi điều hòa là chuỗi vô hạn nghịch đảo của các số nguyên dương:
{\displaystyle s=\sum _{n=1}^{\infty }{\frac {1}{n}}=1+{\frac {1}{2}}+{\frac {1}{3}}+{\frac {1}{4}}+{\frac {1}{5}}+\cdots .}
Chuỗi này được biết là phân kỳ, với {\displaystyle S_{n}} là tổng {\displaystyle n} số hạng đầu hay tổng riêng thứ {\displaystyle n}:
{\displaystyle s=\lim _{n\to \infty }S_{n}=\infty .}
Khi càng thêm nhiều số hạng thì tổng riêng của chuỗi sẽ tăng tiến không giới hạn, đây là đặc điểm thú vị bởi nếu nhìn vào các số hạng thì chúng ngày càng nhỏ dần đến 0, gợi suy nghĩ rằng chuỗi hội tụ. Tuy nhiên đó chỉ là điều kiện cần, không phải điều kiện đủ, bởi nếu chuỗi không tiến đến một giá trị hữu hạn khi không ngừng tiếp nhận thêm số hạng, nó sẽ phân kỳ. Tính phân kỳ của chuỗi điều hòa được Nicole Oresme chứng minh vào thế kỷ 14 bằng một kiểu phép thử rút gọn Cauchy cho trường hợp đặc biệt. Cách chứng minh phổ biến khác là so sánh tổng với một tích phân suy rộng.
Chuỗi điều hòa có dạng tổng quát là hàm zeta Riemann, đạt được khi {\displaystyle x=1}:
{\displaystyle \zeta (x)=\sum _{n=1}^{\infty }{\frac {1}{n^{x}}}={\frac {1}{1^{x}}}+{\frac {1}{2^{x}}}+{\frac {1}{3^{x}}}+\cdots .}

## Chứng minh sự phân kỳ
Có nhiều cách để chứng minh chuỗi điều hòa phân kỳ, dưới đây là hai phương pháp phổ biến nhất.

### Thử so sánh
Chứng minh sau là của Nicole Oresme có từ khoảng năm 1350. Gọi {\displaystyle S_{n}} là tổng {\displaystyle n} số hạng đầu, để ý thấy:
{\displaystyle {\begin{aligned}S_{2}&=1+{\frac {1}{2}}>{\frac {1}{2}}+{\frac {1}{2}}=1\\S_{4}&=S_{2}+{\frac {1}{3}}+{\frac {1}{4}}>1+{\frac {1}{4}}+{\frac {1}{4}}=1+{\frac {1}{2}}={\frac {3}{2}}\\S_{8}&=S_{4}+{\frac {1}{5}}+{\frac {1}{6}}+{\frac {1}{7}}+{\frac {1}{8}}>{\frac {3}{2}}+{\frac {1}{8}}+{\frac {1}{8}}+{\frac {1}{8}}+{\frac {1}{8}}={\frac {3}{2}}+{\frac {1}{2}}=2.\\\end{aligned}}}
Cứ tiếp tục như vậy ta thấy rằng {\displaystyle S_{2^{n}}>{\frac {n+1}{2}}}. Vì vế phải của bất đẳng thức này tiến đến vô cùng, do đó chuỗi điều hòa phân kỳ. Cách trình bày khác dễ hiểu hơn:
{\displaystyle {\begin{aligned}&1+{\frac {1}{2}}+{\frac {1}{3}}+{\frac {1}{4}}+{\frac {1}{5}}+{\frac {1}{6}}+{\frac {1}{7}}+{\frac {1}{8}}+{\frac {1}{9}}+\cdots \\{}>{}&1+{\frac {1}{2}}+{\frac {1}{\color {red}{4}}}+{\frac {1}{4}}+{\frac {1}{\color {red}{8}}}+{\frac {1}{\color {red}{8}}}+{\frac {1}{\color {red}{8}}}+{\frac {1}{8}}+{\frac {1}{\color {red}{16}}}+\cdots \\{}={}&1+\left({\frac {1}{2}}\right)+\left({\frac {1}{4}}+{\frac {1}{4}}\right)+\left({\frac {1}{8}}+{\frac {1}{8}}+{\frac {1}{8}}+{\frac {1}{8}}\right)+\left({\frac {1}{16}}+\cdots +{\frac {1}{16}}\right)+\cdots \\{}={}&1+{\frac {1}{2}}+{\frac {1}{2}}+{\frac {1}{2}}+{\frac {1}{2}}+\cdots .\end{aligned}}}
Chuỗi được đem so sánh phân kỳ, và vì mỗi số hạng của chuỗi điều hòa đều lớn hơn hoặc bằng số hạng tương ứng của chuỗi này, do đó chuỗi điều hòa cũng phân kỳ.

### Thử tích phân

Các hình chữ nhật có diện tích được tạo bởi chuỗi điều hòa và hyperbol đi qua góc trên bên trái của mỗi hình chữ nhật.

Có thể chứng minh chuỗi điều hòa phân kỳ bằng cách so sánh tổng của nó với một tích phân suy rộng. Cụ thể, xét dãy hình chữ nhật ở hình bên, mỗi hình có chiều rộng 1 đơn vị và chiều cao 1/n đơn vị. Nếu chuỗi điều hòa hội tụ thì tổng của nó sẽ là tổng diện tích các hình chữ nhật. Đường cong y = 1/x hoàn toàn nằm dưới biên trên của các hình chữ nhật nên diện tích dưới đường cong (phạm vi x từ một đến vô cùng) sẽ nhỏ hơn diện tích dãy hình chữ nhật. Ta có diện tích dưới đường cong được tính bằng:
{\displaystyle \int _{1}^{\infty }{\frac {1}{x}}\,dx=\infty .}
Vì tích phân này không hội tụ, do đó chuỗi điều hòa phân kỳ. Đây là phép thử hội tụ bằng tích phân; hàm lấy tích phân thỏa mãn điều kiện dương, liên tục, đơn điệu giảm dần.

## Tổng riêng và số điều hòa
Cộng {\displaystyle n} số hạng đầu của chuỗi điều hòa cho ra tổng riêng, được gọi số điều hòa và ký hiệu là {\displaystyle H_{n}}:
{\displaystyle H_{n}=\sum _{k=1}^{n}{\frac {1}{k}}.}
Các số điều hòa đầu tiên là 1, 3/2, 11/6, 25/12, 137/60, ... Số điều hòa có tử số lẻ, mẫu số chẵn và không bao giờ là số nguyên ngoại trừ {\displaystyle H_{1}}. Giá trị của {\displaystyle H_{n}} xấp xỉ {\displaystyle \ln n+\gamma }, hay {\displaystyle H_{n}-\ln n} hội tụ về hằng số Euler–Mascheroni {\displaystyle \gamma \approx 0,577}. Giới hạn cho {\displaystyle H_{n}}:
{\displaystyle \ln n+\gamma \leq H_{n}\leq \ln n+\gamma +{\frac {1}{n}}.}
Ví dụ với {\displaystyle H_{100}}, hai biên (được làm tròn) là 5,18238 và 5,19239. Vận dụng tính lồi của {\displaystyle 1/x}, khoảng biên có thể được thắt chặt hơn:
{\displaystyle \ln n+\gamma +{\frac {1}{2n+1}}\leq H_{n}\leq \ln n+\gamma +{\frac {1}{2n}}.}
Chênh lệch giữa cận trên và dưới giờ là {\displaystyle 1/[2n(2n+1)]}, cặp biên cho {\displaystyle H_{100}} là 5,187361 và 5,187386. Phép xấp xỉ sau cho kết quả chính xác hơn nhiều:
{\displaystyle H_{n}=\ln n+\gamma +{\frac {1}{2n}}-{\frac {1}{12n^{2}}}+r_{n}} với {\displaystyle 0\leq r_{n}\leq {\frac {1}{120n^{4}}},}
nó cho {\displaystyle H_{100}} đến 8 chữ số thập phân = 5,18737752.
Chuỗi điều hòa phân kỳ rất chậm với tốc độ có thể so sánh với log n. Sau 2,5×108 số hạng, tổng riêng vẫn nhỏ hơn 20. Để tổng lớn hơn 100 cần khoảng 1,5×1043 số hạng.
Ví dụ một số đồng nhất thức chứa {\displaystyle H_{n}}:
{\displaystyle \sum _{n=1}^{\infty }{\frac {{H_{n}}^{2}}{(n+1)^{2}}}={\frac {11}{4}}\zeta (4)={\frac {11\pi ^{4}}{360}}}
{\displaystyle \sum _{n=1}^{\infty }{\frac {{H_{n}}^{2}}{n^{2}}}={\frac {17}{4}}\zeta (4)={\frac {17\pi ^{4}}{360}}}
{\displaystyle \sum _{n=1}^{\infty }{\frac {H_{n}}{n^{3}}}={\frac {5}{4}}\zeta (4)={\frac {\pi ^{4}}{72}}} (Euler tìm ra năm 1775)
{\displaystyle \sum _{n=1}^{\infty }{\frac {H_{n}}{n^{2}}}=2\zeta (3)} (Euler; với {\displaystyle \zeta (3)} là hằng số Apéry).